# Сан Диего
Сан Диего (на испански: San Diego, в превод Свети Диего) е град в щата Калифорния, САЩ. Разположен е в югозападната му част, на границата с Мексико. Той е и окръжен център на окръг Сан Диего. През 2015 г. населението на града е 1 394 928 души, което го прави осмия по големина град в САЩ. Целият район на Сан Диего се нарежда на 17-о място с население от 2,9 милиона жители. Най-близкият до него голям град е Тихуана в Баха Калифорния, Мексико. На практика двата града са почти долепени, дори и като инфраструктура, но ги дели държавната граница. Сан Диего е кръстен на Диего де Алкала.
Дълго време е известен като „заспалия град“ или като „военния град“ поради военните бази на военноморските сили и пехота на САЩ, дългите плажни ивици и мекия морски климат. Средната годишна температура е 18 °C. Известен е с прозвището „Най-хубавия град на Америка“ (на английски: America's finest city).
Икономическият поминък на Сан Диего включва туризма, селското стопанство, корабостроенето, армията, биотехнологията, компютърните науки и електрониката. Калифорнийският университет в Сан Диего и намиращите се в непосредствена близост изследователски институти в района Тори Пайнс (на английски: Torrey Pines) и Соренто Вали (на английски: Sorrento Valley) осигуряват база за технологични открития и разработки. В този район се намират и много компютърни, комуникационни и биотехнологични компании, сред които Qualcomm, LG Electronics, Merck, Пфайзер, Kyocera International, Salk Institute for Biological Studies и Scripps Institution of Oceanography. Основните туристически атракции са плажовете, парковете Балбоа и Белмонт, старият град, зоопаркът на Сан Диего, Морски свят, Паркът с диви животни в Ескондидо и Леголенд в Карлсбад.
Близо до Сан Диего има военни бази на военноморските сили на САЩ, на пехотата и бреговата охрана. В града се намира най-голямата флотилия на света, включваща два самолетоносача (USS Nimitz и USS Ronald Reagan), пет бойни амфибии, няколко подводници, и много по-малки кораби.

## История

### Първите заселници
Първите заселници в земите около днешно Сан Диего са индианските племена Сан Диегито (San Dieguito). Няколко века по-късно те са асимилирани от друго индианско племе – Ла Хоя. Около 1000 години пр.н.е. племената Диегеньо (или още Кумейаи) (Diegueño/Kumeyaay) се установяват по тези земи и са единствените заселници до идването на европейците.

### Нова Испания
Първият европеец, стъпил на този бряг, е португалският мореплавател на испанска служба Жоао Родригеш Кабрильо (на португалски: Joao Rodrigues Cabrilho), известен повече с испанското си име Хуан Кабрийо (на испански: Juan Rodríguez Cabrillo), който през 1542 г. открива тези земи и ги нарича „крайбрежието на Нова Испания“, а също и „затворено и много красиво пристанище“ (un puerto cerrado y muy bueno) и го обявява за част от владенията на испанската корона. На мястото, на което сега се издига Националният монумент Кабрийо (Cabrillo National Monument) в Сан Диего, той основава селище, което нарича Сан Мигел. С помощта на изготвените от Кабрийо навигационни карти дотам доплува около 1602 г. Себастиян Вискаино (Sebastian Vizcaíno), който също работи за испанския крал и който преименува градчето на Сан Диего, кръщавайки го на католическия светец Диего де Алкала (San Diego de Alcalá). Вискаино минава по пътя на Кабрийо и не открива нови земи или несметни богатства, но значително улеснява корабоплаването в този район, съставяйки подробни навигационни карти, които остават в употреба чак до 1790 г. Пътуването му е мъчително и тежко. Когато експедицията се завръща в Акапулко, от целия екипаж живи са останали само 5 души.

### Мисиите
Първата мисия-базилика, „Сан Диего де Алкала“, е основана от отец Хуниперо Сера (Junípero Serra) през 1769 г. За нейното основаване са изпратени 5 отделни експедиции – 3 по море и 2 по земя. Една от морските експедиции изчезва в морето. Другите две пристигат с много жертви, почти целите екипажи умират от болести. Отец Сера пристига с последната наземна експедиция, когато е вече на 56 години. За охрана на религиозните представители испанската корона изпраща с експедициите военни части за подкрепа и защита. Местните индианци отначало са впечатлени от военното присъствие, но на 4 ноември 1775 г. те атакуват базиликата през нощта, успяват да я изгорят до основи и да убият един от свещениците, който става първата жертва християнин в Калифорния. Хуниперо Сера се заема да построи отново мисията, но за да се избягнат подобни атаки, тя е преместена на ново място и се строи по военни предписания и е добре охранявана. През следващите няколко години още 21 такива мисии я последват. За да се прехранват, мисионерите засаждат пшеница, боб, царевица и лози. По-късно започват да отглеждат коне и овце. Съжителството с индианците невинаги е лесно. Някои от тях са приятелски настроени, но други искат новите завоеватели да напуснат земите им. Постепенно обаче започва покръстването им в католическата вяра и мисиите се разрастват.
Мисията Сан Луис Рей е основана през 1798 г. от отец Фермин Ласуен. Тя става една от най-продуктивните мисии. Музеят „Хуниперо Сера“ се намира на мястото на оригиналната първа мисия и съдържа артефакти от периода до 1848 г., преди преминаването на града към територията на САЩ.

### Мексиканският период и основаването на града
През 1821 г. Мексико печели победа над испанската империя във Войната за независимост на Мексико. Създадена е мексиканската провинция Алта Калифорния или Горна Калифорния. През 1823 г. Нова Испания получава независимостта си от кралство Испания, мисиите са предадени в ръцете на Мексико и през този период те западат значително. Градът през 1830 г. наброява 600 жители, но около 1840 г. достига едва 100 – 150 души.
След битката за Сан Паскуал през 1846 г., победата на Съединените щати в Мексиканско-американската война (1846 – 1848) и Златната треска от 1848 г., Северна Калифорния преминава на територията на САЩ като отделен щат, а Сан Диего се оформя като истински град и е признат за такъв през 1850 г.
През 1867 г. един нов пришълец в града, Алонсо Хортън, закупува 960 акра земя в близост до океана и започва строителни работи. Тази част от града днес е известна като център на града. Въпреки съпротивата на някои жители в стария град, новият град се разраства и населението му постепенно увеличава своята численост. През 1885 г. е построена нова железопътна линия до града, което спомага за още по-голямото му разрастване и жителите му достигат 16 159 души около 1890 г.
|  |  |  |  |

### Сан Диего днес

#### Военно присъствие
Военното присъствие започва да се забелязва в началото на XX век. През 1901 г. първите военни бази се установяват в Поинт Лома, а през 20-те години са значително разширени. Военната индустрия се разраства и нейното присъствие се засилва по време на Първата и Втората световна война. След края на Студената война следват редица съкращения в този сектор, дори закриване на някои военни бази и отрасли. Днес военните бази на територията на града все още играят съществена роля в икономиката му, но отстъпват място на нови индустрии и технологии.

#### Туризъм, биотехнологии и комуникации
От 1980-те години насам комуникациите, биотехнологиите, фармацевтичната индустрия и компютърните технологии се превръщат във водещите индустрии на града. По същото това време се разраства и туризмът, най-вече поради благоприятния климат. По това време започва и реконструкция и обновяване на центъра на града с множество ресторанти, кафета, театри, небостъргачи и хотели с пет звезди. Една от придобивките на града е откритият през 2004 г. стадион  PETCO park.

## География
Допреди малко повече от 150 години Сан Диего е едно съвсем малко поселище на фермери, съставено от няколко къщи, имения около тях и обработваема земя в околовръст. С нарастването на популярността на щата Калифорния, златната треска и подобряването на икономиката в района започва интензивна миграция на хора към мястото и то се превръща в малък град. Голям брой ферми се намират в долината на североизток и югоизток и до днес. Благоприятстваща за разрастването на града е и красивата и екзотична природа. Самият град Сан Диего се намира в дълбоки каньони, което създава малки кътчета от естествена паркова местност в града. Нараства интересът към района и като място за туризъм.
Центърът на Сан Диего се намира на един от заливите. Полуостровът Коронадо и Пойнт Лома разделят залива на Сан Диего от Тихия океан. На изток от града се издигат планините Сан Мигел (San Miguel), а зад тях се намира пустинята Анза-Борего (Anza-Borrego Desert). Хотел „Коронадо“ (Hotel Del Coronado) е един от първите хотели, построени в града, съществува и до днес и е историческа забележителност с автентичната си архитектура и стил от преди повече от 100 години. Хотелът е посещаван от множество президенти, крале и кинозвезди. През 1958 г. там е сниман филмът „Някои го предпочитат горещо“ (Some Like It Hot) с Мерилин Монро, Джак Лемън и Тони Къртис. Градът продължава да расте, но само в две посоки – на север и изток. На юг го спира границата с Мексико, а на запад граничи с Тихия океан.

## Климат
Климатът на Сан Диего е мек средиземноморски и времето е слънчево и топло почти през цялата година.

### Температури
Средните месечни температури варират от 14 °C през януари до 22 °C през юли. В края на лятото и началото на есента обикновено е най-горещо, когато температурите могат да достигнат 32 °C. Основната причина за редките високи температури са ветровете от пустинята в този период, наречени Санта Ана. Те духат в продължение на около 10 дни и носят сух, горещ въздух, а понякога и вкус на пясък. Друга характерна черта на климата в Сан Диего е сравнително облачното и мъгливо време през месеците май и юни, което местните жители наричат May gray and June gloom. Най-високата регистрирана температура в града е 44 °C на 26 септември 1963 г., а най-ниската, −4 °C, е регистрирана на 7 януари 1913 г.

### Валежи
Средните годишни валежи са под 300 mm, което прави климата сух. Голяма част от валежите падат през студените месеци от декември до април. През летните месеци практически не падат никакви валежи. Сняг е падал в Сан Диего само 5 пъти в продължение на 125 години. Въпреки това сняг, макар и в малки количества, пада всяка година в близките до града планински райони с надморска височина над 1000 – 1200 m. Заледяванията са непознато явление, а ураганите и тайфуните са изключително рядко явление.

| Климатични данни за Сан Диего, Калифорния | Климатични данни за Сан Диего, Калифорния | Климатични данни за Сан Диего, Калифорния | Климатични данни за Сан Диего, Калифорния | Климатични данни за Сан Диего, Калифорния | Климатични данни за Сан Диего, Калифорния | Климатични данни за Сан Диего, Калифорния | Климатични данни за Сан Диего, Калифорния | Климатични данни за Сан Диего, Калифорния | Климатични данни за Сан Диего, Калифорния | Климатични данни за Сан Диего, Калифорния | Климатични данни за Сан Диего, Калифорния | Климатични данни за Сан Диего, Калифорния | Климатични данни за Сан Диего, Калифорния |
| Месеци                                    | яну.                                      | фев.                                      | март                                      | апр.                                      | май                                       | юни                                       | юли                                       | авг.                                      | сеп.                                      | окт.                                      | ное.                                      | дек.                                      | Годишно                                   |
| Средни максимални температури (°C)        | 18,8                                      | 19,2                                      | 19,1                                      | 20,2                                      | 20,6                                      | 22                                        | 24,6                                      | 25,4                                      | 25,1                                      | 23,7                                      | 21,1                                      | 18,9                                      | 21,6                                      |
| Средни температури (°C)                   | 14,1                                      | 14,8                                      | 15,3                                      | 16,7                                      | 17,8                                      | 19,3                                      | 21,7                                      | 22,5                                      | 21,9                                      | 19,9                                      | 16,7                                      | 14,1                                      | 17,9                                      |
| Средни минимални температури (°C)         | 9,4                                       | 10,4                                      | 11,6                                      | 13,1                                      | 15,1                                      | 16,6                                      | 18,7                                      | 19,6                                      | 18,7                                      | 16,1                                      | 12,2                                      | 9,3                                       | 14,2                                      |
| Средни месечни валежи (mm)                | 45,7                                      | 38,9                                      | 45,0                                      | 20,1                                      | 4,80                                      | 1,80                                      | 0,50                                      | 2,50                                      | 6,10                                      | 9,40                                      | 36,8                                      | 39,9                                      | 251,5                                     |
| ----------------------------------------- | ----------------------------------------- | ----------------------------------------- | ----------------------------------------- | ----------------------------------------- | ----------------------------------------- | ----------------------------------------- | ----------------------------------------- | ----------------------------------------- | ----------------------------------------- | ----------------------------------------- | ----------------------------------------- | ----------------------------------------- | ----------------------------------------- |
| Източник: www.worldweather.org            |                                           |                                           |                                           |                                           |                                           |                                           |                                           |                                           |                                           |                                           |                                           |                                           |                                           |

## Демография
| Година | Брой на населението |
| ------ | ------------------- |
| 1850   | 500                 |
| 1860   | 731                 |
| 1870   | 2300                |
| 1880   | 2637                |
| 1890   | 16 159              |
| 1900   | 17 700              |
| 1910   | 39 578              |
| 1920   | 74 361              |
| 1930   | 147 995             |
| 1940   | 203 341             |
| 1950   | 333 865             |
| 1960   | 573 224             |
| 1970   | 696 769             |
| 1980   | 875 538             |
| 1990   | 1 110 549           |
| 2000   | 1 223 400           |
| 2010   | 1 279 329           |

| Раси и националности с най-голямо присъствие                                                  | Процент                            |
| --------------------------------------------------------------------------------------------- | ---------------------------------- |
| Бели                                                                                          | 65,3% (48,2% не-испански произход) |
| Латино                                                                                        | 27,0%                              |
| Черни                                                                                         | 10,8%                              |
| Азиатци                                                                                       | 15%                                |
| Филипинци                                                                                     | 6,1%                               |
| Виетнамци                                                                                     | 2,2%                               |
| Китайци                                                                                       | 1,9%                               |
| Индианци                                                                                      | 0,6%                               |
| Внимание: Процентите, взети заедно, не са 100%, защото има припокриване между отделните групи |                                    |

Според преброяването през 2000 г. в Сан Диего е имало 1 233 400 души, 450 691 домакинства и 271 315 семейства. Гъстотата на населението е 1456,4/km2. От 450 691 домакинства 30,2% са имали деца под 18 години живеещи с тях, 44,6% са били женени. През 2008 г. в града живеят приблизително 1 279 329 души. Средният брой хора в едно домакинство е 2,61, а средният брой на хората в едно семейство е 3,3.
Според същото преброяване 24,0% от жителите на Сан Диего са под 18 години, а 10,5% са над 65 години. Средната възраст на жителите на града е 32 години. Две трети от населението е под 35 години.

### Раси
Според данни от 2005 – 2007 г. 65,3% от населението на Сан Диего принадлежи към бялата раса, от тях 48,2% са от неиспански произход. Чернокожите представляват 6,9%. Индианците са само 0,6%. Жителите от азиатски произход са 15,0%. Жителите с латино-произход са 27,0%.

### Доходи и безработица
Средният годишен доход на едно домакинство е $45 733. Броят на безработните е 36 358 души. Броят на мъжете е 616 884, а на жените 606 516. Процентът на жителите, които имат завършено средно образование или колеж, е 82,8%. 172 800 имат бакалавърска степен или по-високо образование. Броят на тези, които живеят под наем, е почти равен на броя на тези, които притежават собствено жилище.

### Престъпност
Тенденцията е към намаляване на престъпността, особено на тежките престъпления като убийствата. През 2009 г. престъпността е намаляла с 18% въпреки проблемите с икономиката. Най-често нарушенията на закона се състоят в кражби и обири. Броят на откраднатите коли е значително над средния за нацията, докато всички други престъпления са значително под средните за Америка. Като цяло Сан Диего се счита за един от най-безопасните градове за живеене. Общият брой на полицаите в града е 2823.

## Известни личности
Родени в Сан Диего
- Тед Дансън (р. 1947), актьор
- Камерън Диас (р. 1972), актриса
- Робърт Дювал (р. 1931), актьор
- Марио Лопес (р. 1973), актьор
- Самин Носрат (р. 1979), готвачка
- Грегъри Пек (1916 – 2003), актьор
- Шон Уайт (р. 1986), сноубордист
- Тони Хоук (р. 1968), скейтбордист

Починали в Сан Диего
- Мариана Димитрова (1954 – 2005), българска актриса

Други
- Франк Запа, американски композитор, певец, режисьор и сатирик, живее известно време в града
- Ричард Драйфус, актьор, носител на Оскар, живее в града от 2006 г.
- Адам Ламбърт, финалист в American idol 2009, завършил гимназия в Маунт Кармел, Солист на „Куин“
- Димитър Маринов, актьор, първият български актьор, качил се на сцената на Оскарите

## Побратимени градове
- Алкала де Енарес, Испания
- Анкъридж, САЩ
- Ванкувър, Канада
- Варшава, Полша
- Владивосток, Русия
- Гуанахуато, Мексико
- Джалалабад, Афганистан
- Единбург, Шотландия
- Йокохама, Япония
- Кампинас, Бразилия
- Лас Вегас, САЩ
- Лос Анджелис, САЩ
- Пърт, Австралия от 1987 г.
- Сан Франциско, САЩ
- Сиатъл, САЩ
- Тайчунг, Тайван
- Тема, Гана
- Тихуана, Мексико
- Чонджу, Южна Корея
- Янтай, Китай